# Parafia Świętej Marii Magdaleny w Sędziejowicach
Parafia pw. Świętej Marii Magdaleny Pokutnicy i Świętego Klemensa I Rzymskiego w Sędziejowicach – parafia rzymskokatolicka znajdująca się w archidiecezji łódzkiej w dekanacie widawskim. Mieści się przy ulicy Powstańców 1863 roku w Sędziejowicach. Parafię prowadzą księża diecezjalni.

## Proboszczowie
- Aleksander Modest Popiel (1662–1678)
- Andrzej Możarski (1679–1688)
- Jan Makowski (1689–1694)
- nieznany (1695–1709)
- Baltazar Józef Dumfalski (1710–1737)
- Paweł Stanisław Kuleszyński (1738–1754)
- brak danych (1755–1788)
- Józef Sałaciński (1789–1807)
- Antoni Stankiewicz (1808–1821)
- Emeryk Skarzyński (1822–1867)
- Tadeusz Błeszyński (wikary 1867–1872)
- Maksymilian Szulczewski (1868–1875)
- Mikołaj Karwaciński (1876–1883)
- Aleksander Gawłowicz (1884–1886)
- Adam Kędzierski (1887–1891)
- Antoni Keller (1892–1896)
- Józef Marzantowicz (1897–1899)
- Cyryl Gutowski (1900–1908)
- Marian Stanisław Kazubiński (1909–1911)
- Leon Roman Ościk (1912–1925)[1]
- Franciszek Królikowski (1926–1936)[1]
- Piotr Jawor (1937–1939)[1]
- Adam Pawłowski (1940)[1]
- Jan Polak (1945–1948)[1]
- Józef Matusiak (1948–1964)[1]
- Stanisław Wieteska (1965–1968)[1]
- Jan Kubiak (1969–1975)[1]
- Józef Królikowski (1975–1998)[1]
- Grzegorz Kaźmierczak (1998–2016)[1]
- Dariusz Chlebowski (2016–2023)[1]
- Mariusz Skiba (od 2023 - 01.2024)[2]
- Piotr Borowiec od 02.2024[3]